# Geochelone
Geochelone is een geslacht van schildpadden uit de familie landschildpadden. Fossielen zijn bekend vanaf het Eoceen. De groep werd voor het eerst wetenschappelijk beschreven door Leopold Fitzinger in 1835.

## Taxonomie
Traditioneel werd een groot aantal soorten landschildpadden uit verschillende werelddelen bij dit geslacht ingedeeld, maar door taxonomisch onderzoek zijn de meeste soorten aan het begin van de 21e eeuw overgeheveld naar andere geslachten, met name Aldabrachelys, Astrochelys, Chelonoidis,  Stigmochelys en Centrochelys. Het geslacht Geochelone is sindsdien gereduceerd tot twee Aziatische soorten: 
Geslacht Geochelone
- Soort Sterschildpad (Geochelone elegans)
- Soort Geochelone platynota